# Seeohren
Seeohren (Haliotis), auch Meerohren oder Abalonen genannt, sind eine Gattung großer Schnecken, die eine Schale besitzen, deren Form einer Ohrmuschel gleicht und eine perlmuttreiche Innenseite aufweist, weshalb sie auch Irismuschel heißt. Diese Schnecken sind mit rund siebzig rezenten Arten die einzige Gattung der monotypischen Familie Haliotidae. Mit Ausnahme des Westatlantiks kommen sie in fast allen warmen Meeren vor, teilweise auch in gemäßigten Zonen wie zum Beispiel Haliotis tuberculata im Ärmelkanal. Die ältesten Vertreter der Seeohren stammen aus dem Maastrichtium (Kreide).

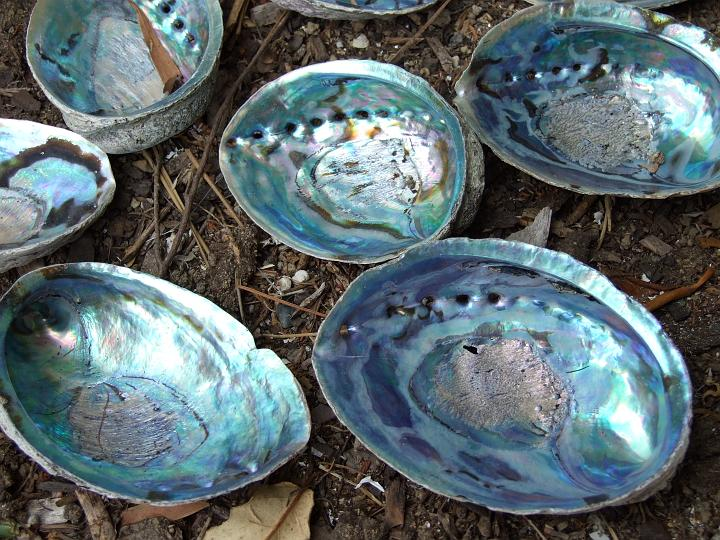
Blick auf die Innenseite von Schalen der Neuseeländischen Paua (Haliotis iris)

## Beschreibung
Das ohrförmige Gehäuse hat am Rand eine Spiralreihe von kleinen Öffnungen, die in der Wachstumsphase nach und nach verschlossen werden. Die letzten fünf bis neun Löcher bleiben geöffnet. Durch diese kann das von Wimpern ins Innere der Mantelhöhle gestrudelte Meerwasser wieder hinausgelangen und die Schnecke auch Abfallprodukte entsorgen.
Die Tiere zeigen im inneren Bau noch Anklänge einer Rechts-Links-Symmetrie. Andererseits greift bei ihnen, im Gegensatz zu beweglicheren Schnecken, der spiralige Bau auch auf den Fuß über: Zwar haben sie noch zwei Rückziehmuskeln, doch einer ist wesentlich stärker ausgeprägt als der andere.
Der kräftige, ovale Fuß der Schnecken, mit dem sie sich in Küstennähe an Felsen anhaften, gilt besonders in Ostasien als begehrte Delikatesse. Dieser Umstand trug wesentlich dazu bei, dass mehrere Arten der Seeohren inzwischen vom Aussterben bedroht sind.
Je nach Art können Seeohren einen Durchmesser von 10 bis 25 cm und eine Höhe von bis zu 7,5 cm haben.

## Artenvielfalt

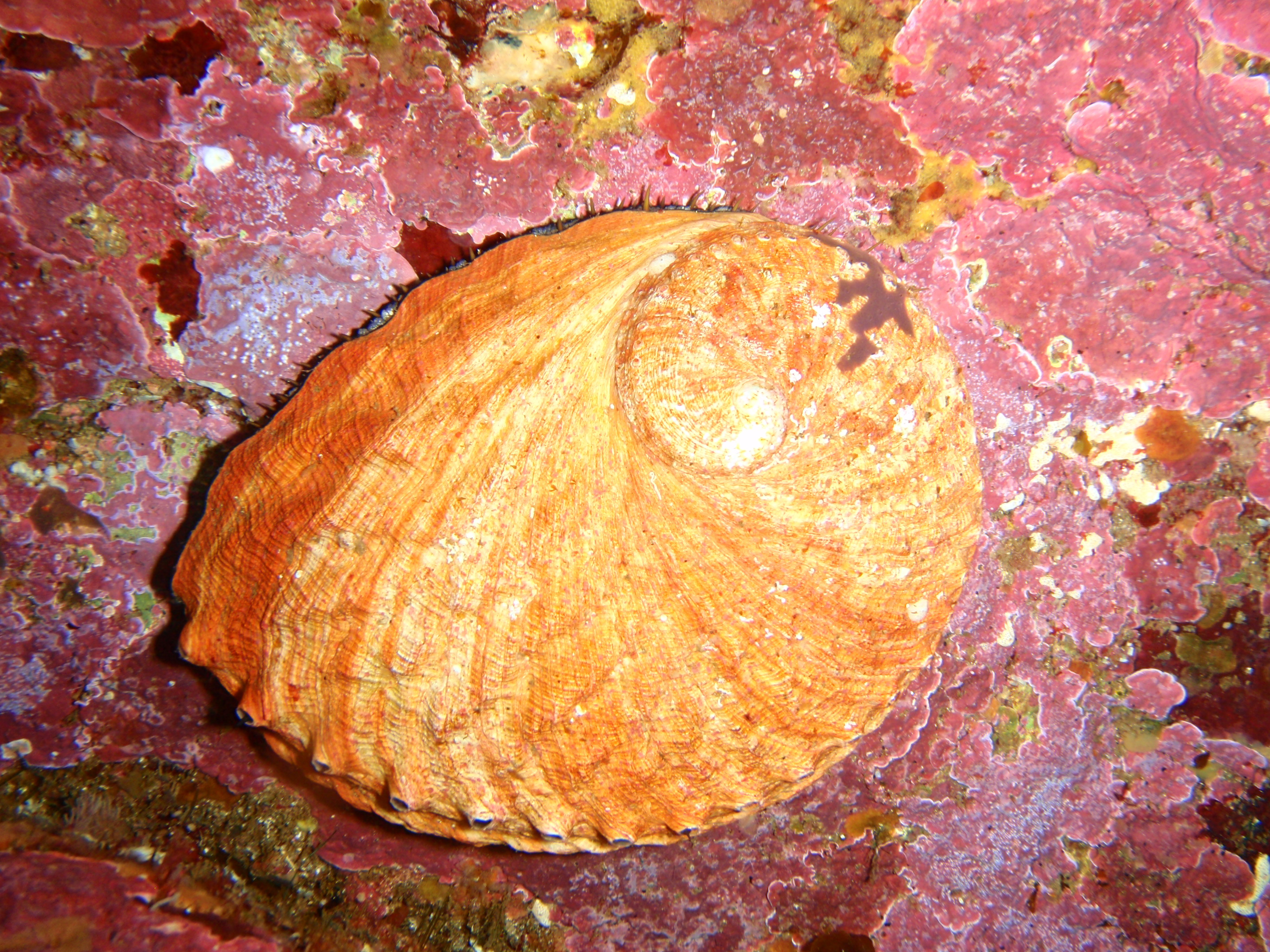
Schwarzlippen-Abalone (Haliotis rubra) in einem Korallenriff vor Tasmanien, der Weichkörper ist fast vollständig von der Schale verdeckt

Weltweit gibt es 66 Haliotis-Arten. Haliotis gigantea bildet bizarr geformte Perlen aus, die blau, grün, grau oder bronzefarben schimmern. Wie auch bei anderen Mollusken sind diese Farben – die unterhalb von 15 Meter Wassertiefe kaum mehr zu sehen sind – Abfallprodukte des Eiweißstoffwechsels, die der Mantelrand beim Wachsen der Schale in dieser deponiert.
Die größte Art ist mit 30 cm Durchmesser das Rote Seeohr (H. rufescens), das an der Westküste der Vereinigten Staaten vorkommt.

### Arten (Auswahl)
- Haliotis tuberculata (Grünes Seeohr)
- Haliotis gigantea
- Haliotis iris (Paua)
- Haliotis japonica (Tokobushi)
- Haliotis rubiginosa
- Haliotis rubra (Schwarzlippen-Abalone)
- Haliotis rufescens (Rotes Seeohr)
- Haliotis volcanicus

## Nutzung durch den Menschen

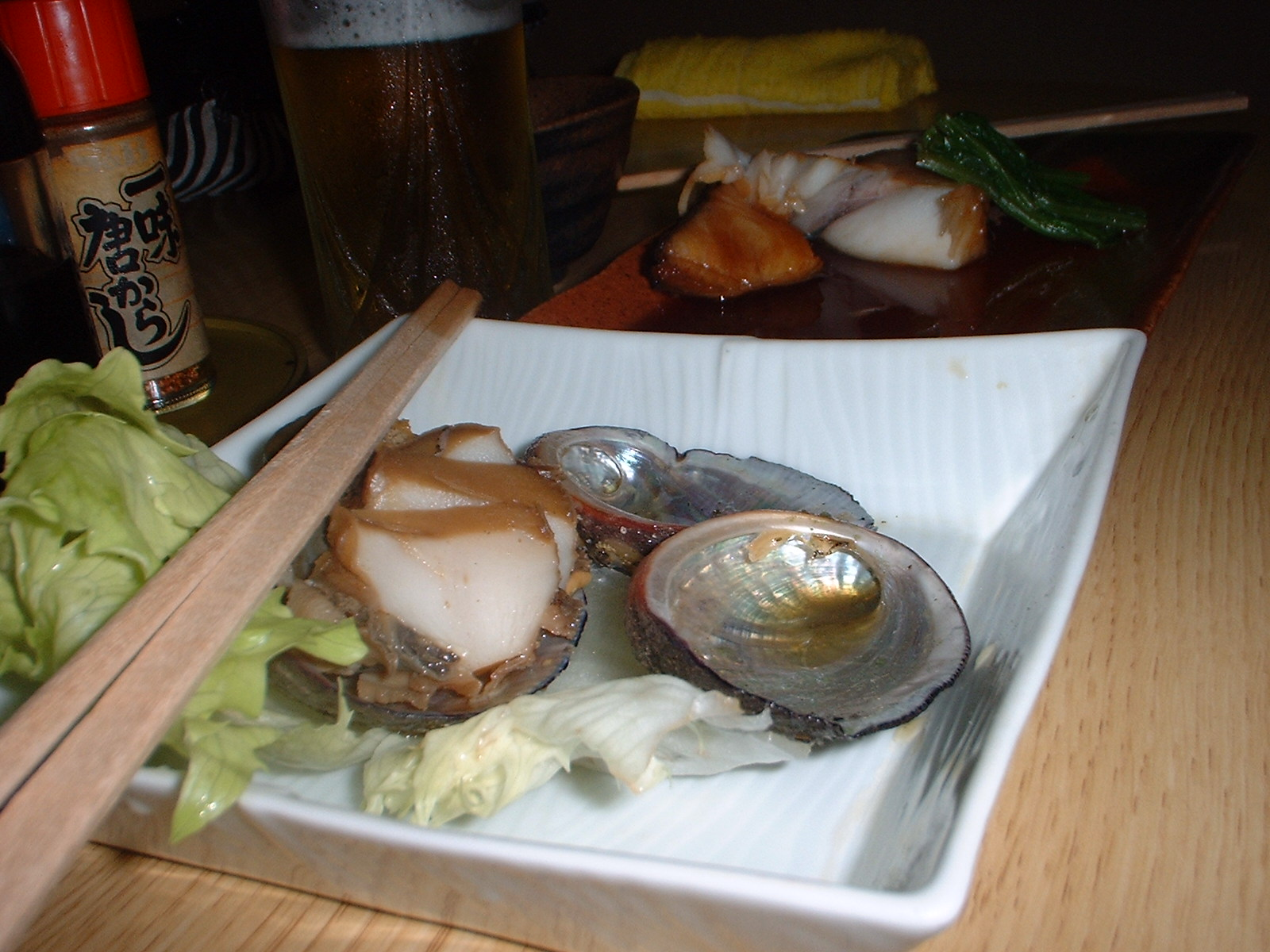
Tokobushi-Sashimi in einem japanischen Restaurant

In Japan ist das Muskelfleisch der Seeohren, die dort fälschlicherweise als Muscheln angesehen werden, eine begehrte Delikatesse. Sowohl Haliotis gigantea (jap. 雌貝(鮑), megai (awabi), wörtlich: „weibliche Muschel(-Seeohr)“) als auch die rund um Japan häufig vorkommende Haliotis japonica (syn. Sulculus diversicolor supertexta syn. Haliotis diversicolor supertexta, japanisch 床臥/常節, Tokobushi) werden verzehrt, wobei deren Fleisch vor allem als Sashimi (roh) gegessen wird.
Des Weiteren werden sie getrocknet und in lange dünne Streifen geschnitten, um sie als Teil eines Noshi, eines traditionellen Geschenkabzeichens, zu verwenden. Möglich ist auch das Erhitzen im Ganzen (lebend, von beiden Seiten) oder nach Präparation in Einzelteilen. In Südkorea werden die Seeohren auch gedämpft, ein Prozess, der über eine Stunde dauert, bis die Seeohren ihre Zähigkeit verlieren.
H. rufescens und einige weitere Arten werden kommerziell in Seeohr-Farmen gezüchtet, insbesondere in Australien, China, Japan und entlang der Westküste der USA. Kommerziell betriebene Fischereien existieren in Kalifornien, Mexiko, Japan, Südafrika und der Bretagne.
Seeohren werden zudem zur Gewinnung von Perlmutt verwendet.

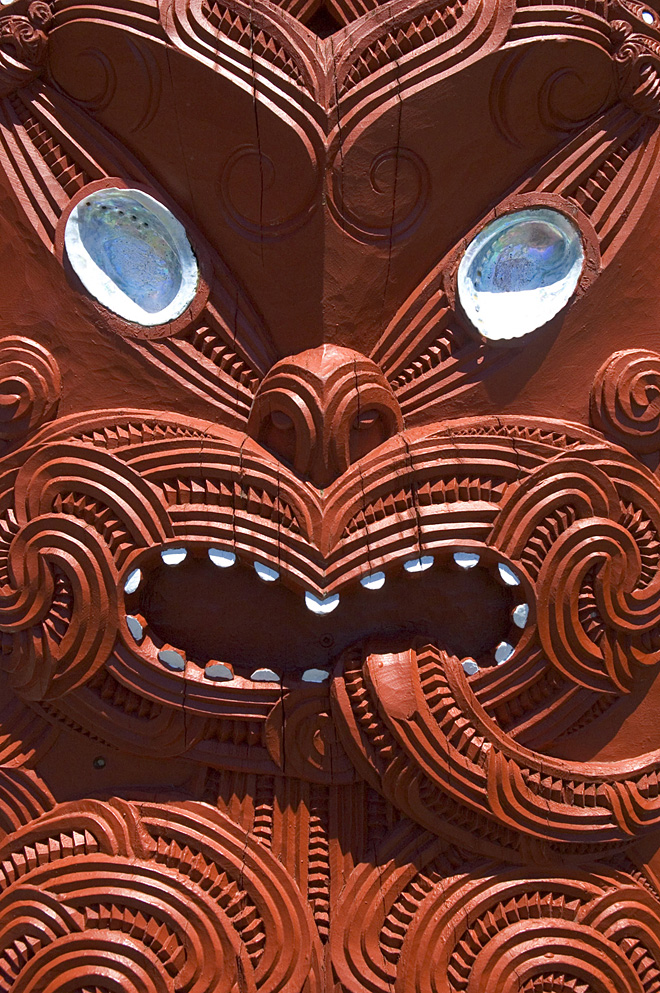
Paua als Augen in der Kunst der Māori

## Paua in der Kunst
Wegen des perlmuttrigen Inneren der Schale werden Seeohren für die Herstellung von Schmuck verwendet. Insbesondere in der Kultur der Māori werden Paua, Haliotis iris, zu Schmuck verarbeitet. Dies reicht von Halsschmuck bis zu den Augen in geschnitzten Figuren, Tiki, oder an den Verzierungen der Versammlungshäuser auf einem Marae.